# Gonodactylellus crosnieri
Gonodactylellus crosnieri is een bidsprinkhaankreeftensoort uit de familie van de Gonodactylidae. De wetenschappelijke naam van de soort is voor het eerst geldig gepubliceerd in 1968 door Manning.